# Tribal Tech
Tribal Tech was een progressieve fusiongroep die jazzrock maakte. De groep werd in 1984 opgericht door de gitarist Scott Henderson en de bassist Gary Willis. Overige leden waren Scott Kinsey op toetsen en Kirk Covington op slagwerk. De groep maakte negen albums, die het grensgebied tussen blues, jazz, en rock exploreerden. Tribal Tech ondervond veel erkenning dankzij het grote talent van de verschillende bandleden en vanwege haar grote invloed op de hedendaagse jazzfusion. Na de verschijning van het album Rocket Science in het jaar 2000 viel de band uiteen doordat de leden verschillende soloprojecten gingen doen.

## Bandleden
- Scott Henderson - gitaar
- Gary Willis - basgitaar
- Scott Kinsey - keyboards
- Kirk Covington - slagwerk

## Discografie
- 1985 - Spears
- 1987 - Dr. Hee
- 1989 - Nomad
- 1991 - Tribal Tech
- 1992 - Illicit
- 1993 - Face First
- 1994 - Primal Tracks
- 1995 - Reality Check
- 1999 - Thick
- 2000 - Rocket Science
- 2012 - X